# Wilhelm Meise
Wilhelm Meise (12 de setembro, 1901 – 24 de agosto, 2002) foi um ornitologista alemão. 
Ele estudou na Universidade de Berlim no período de 1924 a 1928.